# 247 a.C.

## Eventos
- Lúcio Cecílio Metelo, pela segunda vez, e Numério Fábio Buteão, cônsules romanos.[1]
- Aulo Atílio Calatino e Aulo Mânlio Torquato Ático, censores romanos, completaram o 38o quinquênio.[1]
- Asoca governa o Império Máuria (até 236).

### Primeira Guerra Púnica

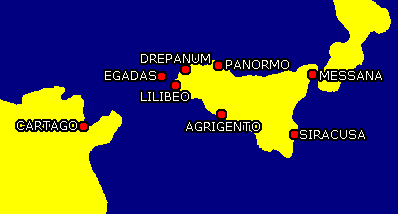
Principais batalhas da Primeira Guerra Púnica.

- Décimo-oitavo ano da Primeira Guerra Púnica.
- Os romanos abandonam, oficialmente, a guerra naval, mas alguns cidadãos privados atacam a cidade africana de Hipona. Eles quase são presos por correntes no porto, mas conseguem escapar.[2]
- Campanhas dos cônsules: Cecílio Metelo em Lilibeu e Numério Fábio em Drépano.[2]
- Numério Fábio fez um plano para capturar a ilha de Pélias, que havia sido, antes, capturada pelos cartagineses, e a consegue tomar, mas Amílcar contra-ataca. Fábio ataca Drepanto, e Amílcar retorna para as fortificações, e Fábio mantém o controle de Pélias.[2]
- É feita uma troca de prisioneiros entre romanos e cartagineses, na base de um homem por cada homem, como havia mais prisioneiros romanos, estes são resgatados por dinheiro.[2]

## Nascimentos
- Aníbal, general cartaginês

## Coroações
- Qin Shihuang, primeiro imperador da China